# Nationalbank Äthiopiens

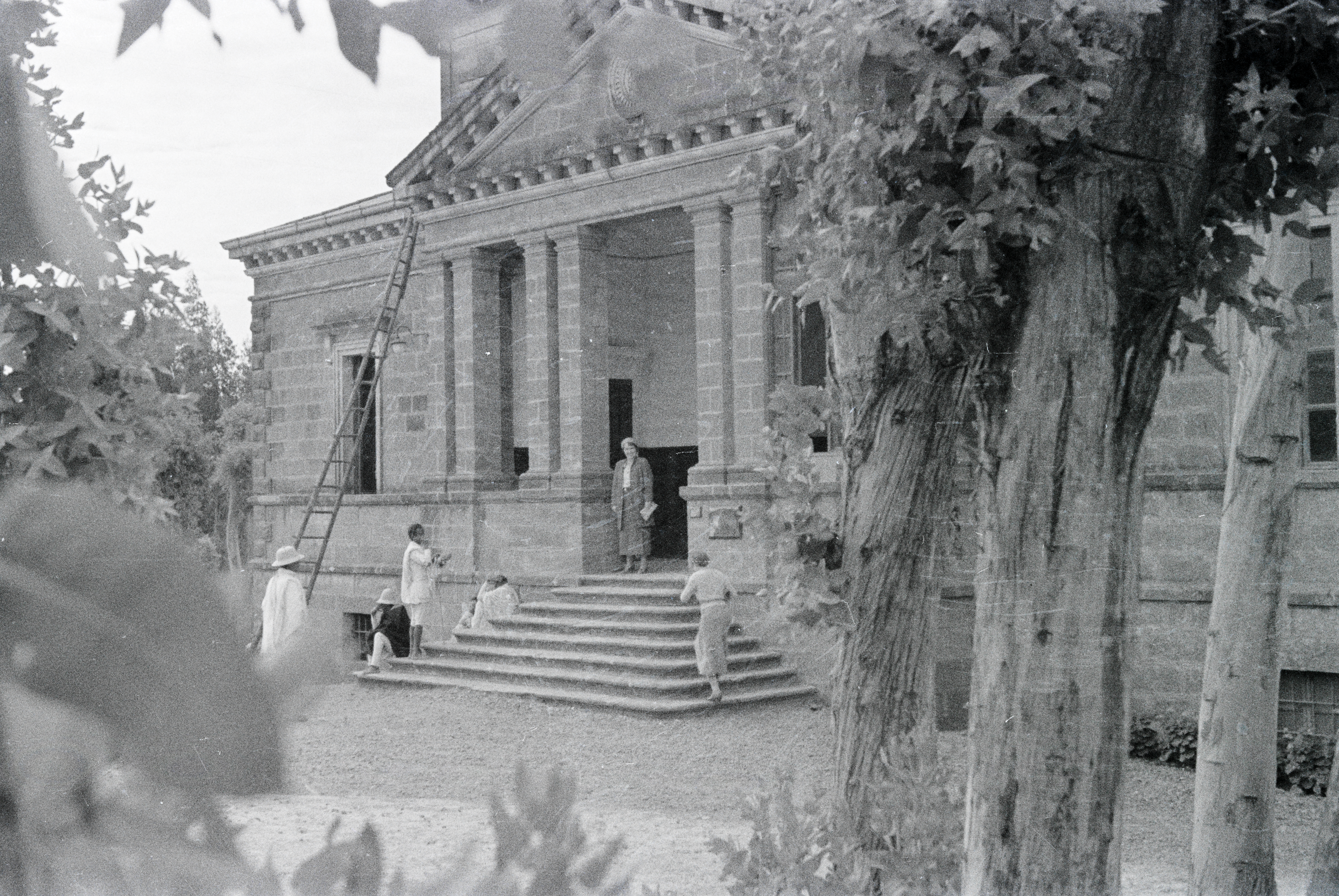
Bank of Ethiopia (1934)

Die Nationalbank Äthiopiens (englisch National Bank of Ethiopia, Abkürzung NBE) ist die Zentralbank des afrikanischen Landes Äthiopien und befindet sich in der Hauptstadt Addis Abeba. 
Die Nationalbank Äthiopiens wurde am 15. Februar 1906 als erste Bank im Kaiserreich Abessinien von Kaiser Menelik II. gegründet. Sie hieß damals Staatsbank Äthiopiens und war eine private Bank. Am 15. April 1943 wurde die Staatsbank Äthiopiens offiziell zur äthiopischen Zentralbank. 
Sie wurde 1963 per Proklamation in Nationalbank Äthiopiens umbenannt und nahm im Januar 1964 ihre Tätigkeit auf. Vor der Proklamation war die Bank sowohl als kommerzielle Bank aktiv wie auch als Zentralbank. Die Proklamation erhöhte die Rücklagen der Institution und führte zu weitgehender administrativer Eigenständigkeit und juristischer Eigenständigkeit. 
Nach der Proklamation wurden der Nationalbank folgende Aufgaben übertragen:
- Angebot, Verfügbarkeit und Zins des Geldes und der Kredite regulieren;
- Das Verwalten der Devisenreserven des Landes;
- Lizenzierung von Banken, Verwaltung der Reserven kommerzieller Banken und diese mit Krediten versorgen;

Die Nationalbank wurde 1994 komplett neu organisiert und handelt nun mit der Währung Birr.